# Götz (herb szlachecki)

Herb Götz Edler von Okocim

Herb baronowski Götz

Götz (Goetz) – herb szlachecki i baronowski nadane w Galicji rodzinie Götzów.

## Opis herbu
Opisy stworzone zgodnie z klasycznymi zasadami blazonowania:
Götz Edler von Okocim: Tarcza dzielona w krzyż, srebrno-czerwona. W polu I gałązka chmielu zielona, w polach II i III pół orła srebrnego, w polu IV snopek złoty. Na tarczy hełm z klejnotem w koronie: pół panny w sukni srebrnej z rozpuszczonymi włosami, trzymającej w prawej ręce gałązkę chmielu zieloną. Labry czerwone, podbite srebrem.
Herb baronowski Götz: Tarcza dzielona w pas, w polu czerwonym pół orła srebrnego, w polu srebrnym snopek złoty. Nad tarczą trzy hełmy z klejnotami w koronach. Klejnot I: pół panny w sukni srebrnej z rozpuszczonymi włosami, trzymającej w prawej ręce trójliść dębowy; klejnot II i III: wieża blankowana srebrna z dwoma oknami, na której sztandar z herbem jak Edler. Labry czerwone, podbite złotem. Pod tarczą na wstędze dewiza PRACĄ I PRAWDĄ.

## Najwcześniejsze wzmianki
Szlachectwo galicyjskie z tytułem Edler von (I stopień szlachectwa) otrzymał 30 kwietnia 1881 roku Jan Ewangelista Goetz, właściciel browaru w Okocimiu. Jego syn, Jan Albin Goetz, otrzymał następnie tytuł barona 30 listopada 1908 (dyplom z 30 kwietnia 1909).

## Herbowni
Jedna rodzina herbownych (herb własny):
- Götz Edler von Okocim, Goetz-Okocimski.